# Trześniów (województwo podkarpackie)

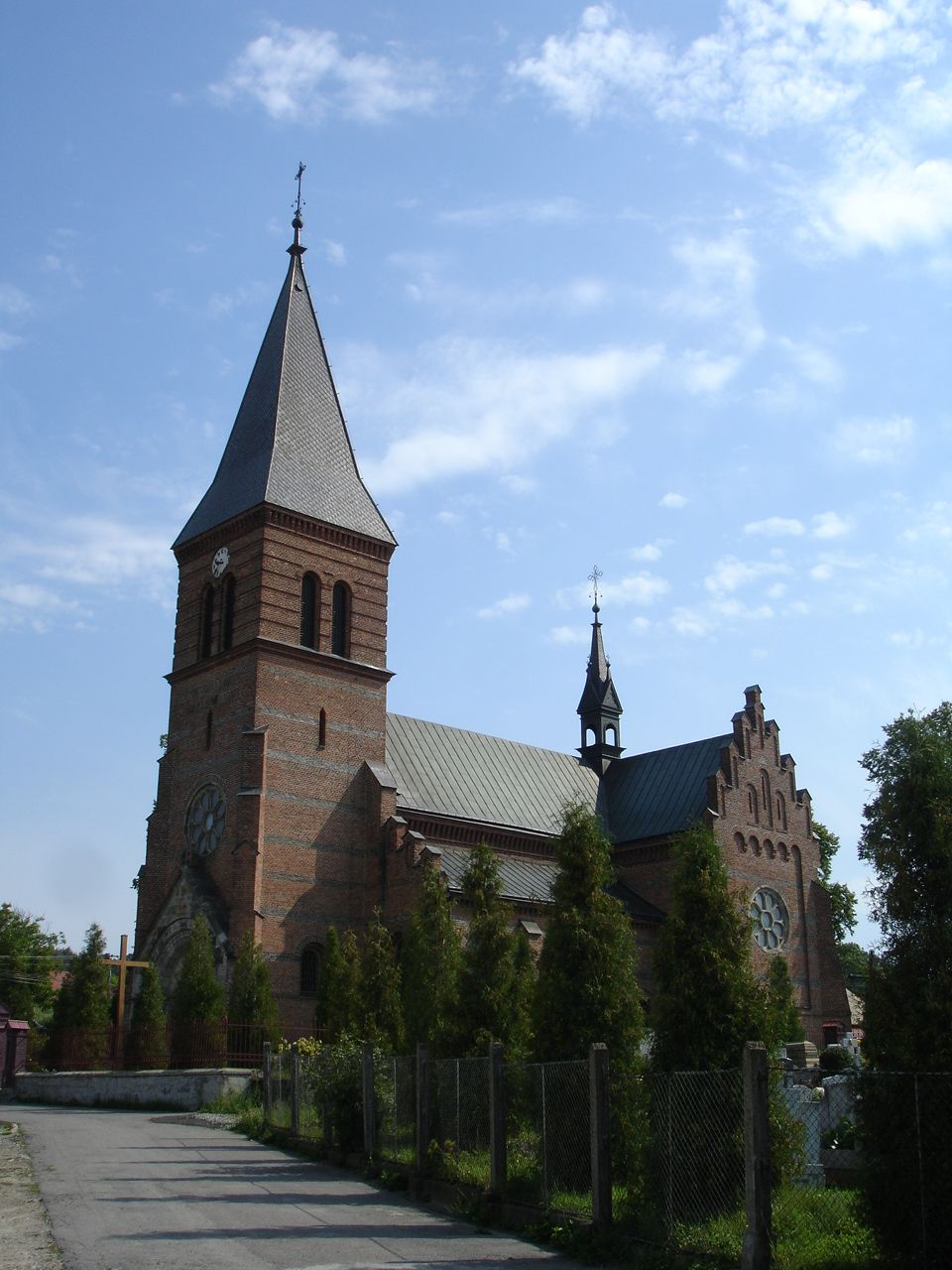
Kościół parafialny w Trześniowie

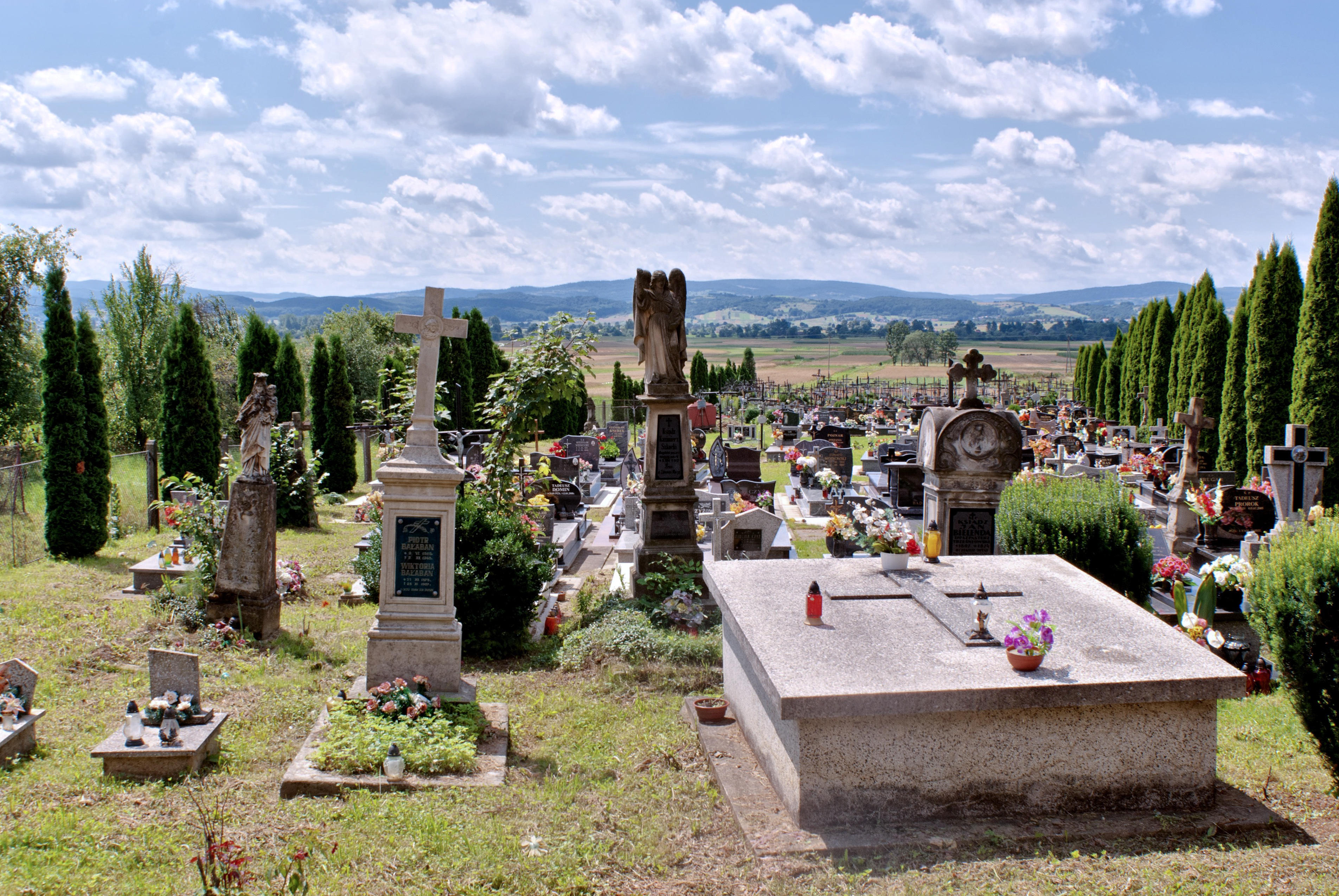
Cmentarz w Trześniowie

Trześniów – wieś w Polsce położona w województwie podkarpackim, w powiecie brzozowskim, w gminie Haczów, w dolinie Wisłoka, przy DW887.
Miejscowość siedzibą parafii rzymskokatolickiej św. Stanisława Biskupa, należącej do dekanatu Jaćmierz w archidiecezji przemyskiej.
W latach 1975–1998 miejscowość położona była w województwie krośnieńskim.

## Części wsi
| SIMC    | Nazwa       | Rodzaj    |
| ------- | ----------- | --------- |
| 0351538 | Łęg         | osada     |
| 0351521 | Trześniówka | część wsi |

## Historia
Wieś została założona pod koniec XIV wieku. W II poł. XVI wieku właściciele dóbr, w których skład wchodziła wieś Trześniów – Błońscy, zamienili kościół katolicki w Jasionowie na zbór kalwiński. W 1592 wybudowano drugi kościół dla katolików. W 1644 wyrokiem trybunału lubelskiego protestanci zmuszeni byli oddać kościół katolikom.
Do 1772 wieś należała do rodziny Grabińskich-Tarłów, następnie do hr. Ignacego Cetnera, oraz do rodziny Sikorskich. Na mocy testamentu Józefa Kalasantego Sikorskiego z 3 sierpnia 1848 i Marianny z Kołłątajów Sikorskiej z 21 marca 1853 ich majątki ziemskie w Trześniowe i Bukowie zostały zapisane na „Zakład Ciemnych i Głuchoniemych” we Lwowie i sieroty z klasztoru Sacré-Cœur.
W 1869 Trześniów i okolice opisał m.in. Wincenty Pol; „Na obszarze Wisłoki uderza nas fakt inny; całą tę okolicę, którą obszar Wisłoki, Ropy, Jasły, Jasełki i średniego Wisłoka zajmuje, osiedli tak zwani Głuchoniemcy od dołów Sanockich począwszy, to jest od okolicy Komborni, Haczowa, Trześniowa aż po Grybowski dział: Gorlice, Szymbark i Ropę od wschodu na zachód, ku północy aż po ziemię Pilźniańską, która jest już ziemią województwa Sandomierskiego. Cała okolica Głuchoniemców jest nowo-siedlinami Sasów; jakoż strój przechowali ten sam co węgierscy i siedmiogrodzcy Sasi. Niektóre okolice są osiadłe przez Szwedów, ale cały ten lud mówi dzisiaj na Głuchoniemcach najczystszą mową polską dijalektu małopolskiego, i lubo z postaci odmienny i aż dotąd Głuchoniemcami zwany, nie zachował ani w mowie ani w obyczajach śladów pierwotnego swego pochodzenia, tylko że rolnictwo stoi tu na wyższym stopniu, a tkactwo jest powołaniem i głównie domowem zajęciem tego rodu”.
W 1880 wieś liczyła 1268 mieszkańców, w tym 1232 Polaków.

## Zabytki
- Zespół dworski – Wybudowany w I poł. XIX w. przez Rafała Kołłątaja – brata Hugona. W jego skład wchodzą: drewniany dwór drewniany, pokryty gontem, konstrukcji zrębowej z trzema gankami, ściany obite gontem w tzw. rybią łuskę. i spichlerz z I poł. XIX w., murowana oficyna z II poł. XIX w., rządcówka, owczarnia oraz park krajobrazowy (m.in. platan). Po II wojnie światowej obiekty dworskie były użytkowane przez Państwowe Gospodarstwo Rolne. Modrzewiowy dwór o konstrukcji zrębowej wzniesiono w I poł. XIX wieku. Posadowiono go na kamiennym podmurowaniu. Dach pokryty jest gontem. Ściany zewnętrzne oszalowane są ozdobnie w rybią łuskę. Na południe i wschód od dworu znajdował się park krajobrazowy, w którego wschodniej części ulokowane były dwa stawy. W 1996 dwór został częściowo zniszczony przez pożar. W 1997 został wstępnie zabezpieczony. Obecnie, zrekonstruowany i odrestaurowany, znajduje się w rękach prywatnych właścicieli i jest zamieszkany. Zespół dworski znajduje się na szlaku architektury drewnianej województwa podkarpackiego.
- Kościół pw. św. Stanisława ze Szczepanowa – murowany, neoromański kościół projektu Jana Sasa-Zubrzyckiego.
- Cmentarz – znajduje się na nim monumentalny grobowiec rodziny Grodzickich.
- Kolekcja strażackich hełmów paradnych.

## Znane osoby pochodzące ze wsi
- Bronisław Prugar-Ketling – polski oficer, gen. dyw., dowódca 11 Karpackiej Dyw. Piechoty
- Józef Dukiet – dr, syn Michała i Salomei z Laskowskich, żonaty z Marią, córką Stanisława Bilińskiego, administratora dóbr Beska. W Rymanowie dr Dukiet prowadził praktykę lekarską, opiekując się również rodziną Potockich. Zmarł w 1921 w Trześniowie i tu też znajduje się jego grób.
- Franciszek Wojnar – duchowny, katecheta, c.k. profesor gimnazjalny.